# Лежандр, Пьер (эколог)
Пьер Лежандр (Pierre Legendre; род. 5 октября 1946, Монреаль, Канада) — канадский эколог, специалист в области community ecology и в особенности по численной экологии, основатель последней. Доктор философии (1971), профессор Монреальского университета, где преподаёт более 30 лет, член Канадского королевского общества (1992), членкор Academia Mexicana de Ciencias (2016).
Highly Cited Researcher (2001, 2014—2019).
Сын Vianney Legendre, брат Louis Legendre (oceanographer).
Окончил Монреальский университет (бакалавр, 1965). Степень магистра зоологии получил в Университете Макгилла в 1969 году. В Колорадском университете получил степень доктора философии по биологии (1971). В 1971-72 гг. являлся постдоком по генетике в Лундском университете (Швеция). В 1972 году возвратился в Канаду, где прошёл путь от исследовательского ассоциата до профессора в Университете Квебека.
С 1980 года на кафедре биологических наук Монреальского университета, первоначально ассоциированный профессор, с 1984 года фул-профессор.
Автор более 290 работ.
Автор высокоцитируемого руководства «Numerical ecology» (3-е изд. на англ. яз. — 2012).
Автор книги «Numerical ecology with R» (англ. изд. — New York: Sringer, 2011; кит. 2014), к настоящему времени выдержавшей уже два издания.
Его h-index по Google Scholar — 83.

## Награды и отличия
- Distinguished Statistical Ecologist Award, INTECOL (1994)
- Miroslaw Romanowski Medal[англ.] (1995)
- Prix Marie-Victorin[фр.] (2005)
- President’s Award, Canadian Society for Ecology and Evolution[англ.] (2013)[6]
- Prix Acfas Adrien-Pouliot[фр.] (2015)
- Alexander von Humboldt Medal[англ.], IAVS (2019)[7]